# Rocca Canavese
Rocca Canavese – miejscowość i gmina we Włoszech, w regionie Piemont, w prowincji Turyn.
Według danych na rok 2004 gminę zamieszkiwało 1635 osób, 116,8 os./km².